# Acacia etbaica
Acacia etbaica är en ärtväxtart som beskrevs av Georg August Schweinfurth. Acacia etbaica ingår i släktet akacior, och familjen ärtväxter.

## Underarter
Arten delas in i följande underarter:
- A. e. australis
- A. e. etbaica
- A. e. platycarpa
- A. e. uncinata